# 彼得二世 (保加利亚)
彼得二世（—1197年）或稱彼得四世（Петър IV），本名特奧多爾（Теодор），又名特奧多爾-彼得 （Теодор-Петър），是保加利亞第二帝國的第一位皇帝（或沙皇），1185年至1197年在位。他是一位來自帕里斯特隆山區的富有牧羊人的兒子。他和他的弟弟，阿森和卡洛揚在大多數史料中被稱作弗拉赫人，但他們應該是弗拉赫人，保加利亞人和庫曼人的混血兒。
1185年時，特奧多爾-彼得和阿森在特雷斯聯絡拜占庭皇帝伊薩克二世·安吉洛斯，向其索要巴爾幹山脈中的一個莊園。在皇帝拒絕並羞辱他們後，他們決定乘着保加利亞人和弗拉赫人對新税的不滿發起叛亂。為了説服他們的同胞加入叛亂，他們聘請先知，宣稱他們已得到聖人塞薩洛尼基的德米特里的支持。到了年末，特奧多爾-彼得加冕為皇帝彼得二世，並且使用只有皇帝才會使用的標誌。
拜占庭軍隊擊敗了叛軍，迫使彼得二世和阿森在1186年四月到庫曼人那裏尋求庇護。到了秋天，他們以庫曼人首領的身份歸來。他們重奪帕里斯特隆，以此建設一個繼承保加利亞第一帝國的新國家，標誌着叛亂的結束。1190年代早期，兩兄弟定期搶掠鄰近的拜占庭領土。到了1190年，趁着伊萨克二世和神聖羅馬帝國皇帝腓特烈一世在後者發起的十字軍東征對峙時，彼得二世征服了新的領土。1192年，彼得二世和阿森分家，前者得到了大普雷斯拉夫和東北地區。他與拜占庭帝國簽訂和約。在阿森在1196年被一名貴族殺死之後，彼得二世委任了卡洛揚來管治阿森的領土。翌年，彼得二世也被殺死了。

## 名字
著於1211年的波里爾之書稱他為「特奧多爾，也稱彼得」，證明特奧多爾才是他的本名。根據學界主流意見，他很可能是為了紀念在十一世紀初被封聖的彼得一世而在加冕時改了這個名字。歷史學家  Alexandru Madgearu 指出特奧多爾一定是因為彼得德爾堅和君士坦丁伯丁才改名彼得，而非因為彼得一世。這是因為前者是十一世紀的反拜占庭領袖，但後者卻嘗試和拜占庭帝國保持和平。狄奧多·巴爾薩莫（時任安條克主教）在詩中稱他為「叛軍 Slavopetros」。兩本有關腓特烈一世東征的編年史稱他為「英俊的彼得」。

## 早期生活
特奧多爾-彼得的出生年份已不可考。顯然，他是一個來自巴爾幹山脈的富有牧羊人的長子。另一方面，沒有資料記錄他或他的兄長阿森有養牛。因為他們的莊園很可能在大特爾諾沃附近，所以他們可能負責管理一個皇家馬場。  也有歷史學家説兩兄弟其實是巴爾幹山區的酋長。
特奧多爾-彼得和他的兄弟在十二到十三世紀的史料中被稱為弗拉赫人，但其實他的種族仍然是學界辯論的目標。 十二世紀時，有很多民族生活在多瑙河下游的南方；所以，他們很可能是弗拉赫人，保加利亞人和庫曼人的混血兒。
1185年末，特奧多爾-彼得和阿森在基普賽拉（今土耳其伊普薩拉附近）聯絡拜占庭皇帝伊萨克二世。  根據拜占庭歷史學家尼基塔斯·霍尼亞提斯所言，他們要求皇帝招安他們，並賦予他們「根據皇帝敕令一片大概在巴爾幹山脈附近，會為他們提供少許收入的莊園」。 霍尼亞提斯的話指出他們應該是想收到普羅諾亞（以軍事服務換取來自皇家莊園的收入）。根據學界理論，兩兄弟其實嘗試過説服皇帝冊封他們為默西亞的自治管治者。這是因為霍尼亞提斯指出在叛亂的末期時他們「已不滿足於僅是保留他們的財富和控制默西亞的政府」。但是，無論他們的要求是什麼都好，伊萨克二世還是拒絕了他們。 阿森也被皇帝的大伯約翰杜卡斯「因出言不遜而掌摑」。

## 起義

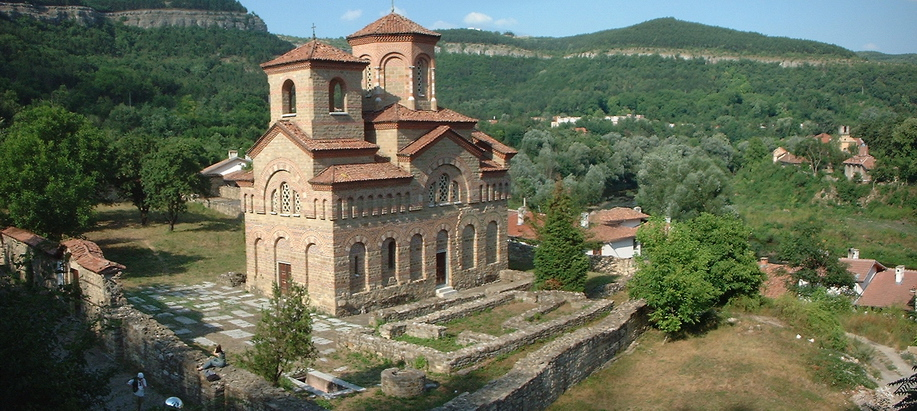
大特爾諾沃的聖迪米特里奧斯教堂，被認為是建在特奧多爾-彼得和阿森建成的禱告殿之上。

歷經基普賽拉的奇恥大辱後，特奧多爾-彼得和阿森回到家鄉決心起義。伊萨克二世在1193年的一篇頌詞指出特奧多爾-彼得是第一個叛亂的人。邁克爾·瓊亞提斯形容特奧多爾-彼得是一個「可惡的變節奴隸」，這也顯示他是起義的發起人。
兩兄弟知道1185年秋新賦的税激怒了人民，特別是安基阿盧斯（今保加利亞波摩里埃）的人民。  然而，他們一開始並沒有能挑撥到不滿的人民。霍尼亞提斯認為這是因為當時的人「對起義的情勢抱有懷疑」。 特奧多爾-彼得和阿森決定利用弗拉赫人和保加利亞人對聖徒聖德米特里的崇拜來説服他們加入對拜占庭統治的反抗。
特奧多爾-彼得和阿森為聖人修了一座禱告殿，並以此聚集保加利亞人和弗拉赫人的先知。 在兩兄弟的指示下，預言家指示上帝完全同意反抗拜占庭人，而且聖德米特里會拋棄塞薩洛尼基，並在將來的叛亂中幫助他們。   這「大師級的操控」十分有效： 兩兄弟叛亂的追隨者都是自願加入。 記錄了整件事的霍尼亞提斯唯獨沒有記載集會的地點，但現代學者認為大特爾諾沃是最有可能的地方。

## 皇帝

### 初期
趁着拜占庭帝國和西西里的諾曼人作戰之際，叛軍入侵了色雷斯並遊説當地人加入他們。 特奧多爾-彼得乘着大勝之威，「戴上了黃金花冠和穿上手製的猩紅短統靴」。  這是只有皇帝才能穿戴的服飾。 雖然霍尼亞提斯沒有提及特奧多爾-彼得把自己打扮成皇帝，但是憑着他使用皇帝標誌這件事，可以看出他已經稱帝。 有一位名作巴西爾的牧師在1185年被封為保加利亞正教會牧首，這表示特奧多爾的加冕儀式最遲在該年前已經完成。
特奧多爾-彼得率軍圍攻大普雷斯拉夫，但是始終沒有成功拿下這座保加利亞第一帝國的首都。 1186年初，叛軍再次攻陷了色雷斯，並帶走了許多自由人，牛隻和役畜，還有不少的綿羊和山羊。 可是，一場突如其來的黑暗（與1186年四月二十一日的日食有關）遮蓋了山脈，使得拜占庭人能夠重創叛軍。

### 流亡與回歸

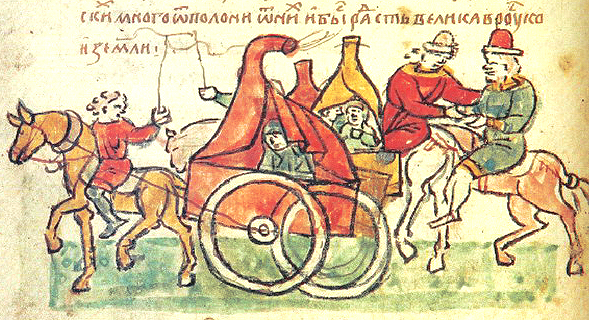
拉齊維烏年記中描繪的庫曼人

在拜占庭取得大勝後，一名朝臣記載特奧多爾-彼得和阿森很快便被迫向皇帝屈服，取笑他不過是脱了軛的公牛而已。 不過，兩兄弟很快跨過多瑙河下游尋求庫曼人的幫助。 帝國軍隊燒掉了當地居民收集的作物，但仍無法攻克叛軍那「建於懸崖峭壁，高聳入雲的」堡壘。
與此同時，伊萨克二世未能保護好其位於多瑙河下游沿岸的城堡，使得流亡者在庫曼人部隊的幫助下於1186年秋捲土重來。 特奧多爾-彼得向庫曼人許諾大量財富與和薪水以換取他們的支持。 尼基塔斯·霍尼亞提斯在他的年記中認為阿森領導了接下來的戰爭。 叛軍入侵並控制了多瑙河下游和羣山之間的帕里斯特隆（即默西亞）。 於是，統一保加利亞和默西亞，重建保加利亞第一帝國就成了他們的頭等大事。 也是在這個時間（1187-1188），阿森成為特奧多爾-彼得的共同統治者。拜占庭军攻打洛维奇城堡三月无果，仅因一次伏击俘虏了阿森的妻子埃列娜。
根據學者理論，伊萨克二世在1188年夏與特奧多爾-彼得和阿森簽訂的和約中承認他們獨立。 小約翰·范安特衛普·法恩寫道，「巴爾幹羣山和多瑙河之間的土地」皆是兩兄弟的領土。 瑪吉魯則提出普羅夫迪夫、舊扎戈拉和阿赫托波爾一線的土地也被合併到新國家之中。 然而，霍尼亞提斯並沒有提及這條和約。 歷史學家保羅·斯蒂芬森指出他沒有找到任何證據支持有這樣一條條約的存在，但是他也強調管治山脈以北土地的各個弗拉赫，保加利亞和庫曼人地主承認特奧多爾-彼得和阿森是他們的君主。作为和约的一部分，阿森的弟弟卡洛扬被派往君士坦丁堡为人质，换回埃列娜。

### 第三次十字軍東征
有不少的保加利亞人和弗拉赫人和保加利亞人在1188年以後仍然生活在拜占庭帝國之內。1189年六月，帝國布蘭尼切夫總督治下的人民不停騷擾神聖羅馬帝國皇帝腓特烈一世的十字軍。 與此同時，斯特凡尼曼雅（塞爾維亞的統治者）奪取了保加利亞軍區部分地區。尼曼雅和特奧多爾-彼得決定共同對抗拜占庭帝國。
特奧多爾-彼得想趁着十字軍的到來擴大自己的統治。 到了夏天，兩兄弟已經控制了多瑙河的入海口（今多布羅加）。早在七月，他的信使已經向腓特烈一世在尼斯的行在出發，承諾對抗他的敵人。 到了十二月，他又向正在亞德里安堡與伊萨克二世交戰的腓特烈一世發去信使，為他提供4000弗拉赫和庫曼人弓箭手對抗拜占庭人。 他也提出了他對「希臘人王國的皇冠」的宣稱。
腓特烈一世正盤算着對君士坦丁堡的攻擊，但他在1190年二月改變了主意，與伊萨克二世簽訂和約。 簽訂和約的當天，伊萨克二世的信使向腓特烈一世提出共同征討弗拉赫人，而特奧多爾-彼得的信使則再次向腓特烈一世提出對抗拜占庭帝國的同盟。然而，腓特烈一世一心向聖地進發，拒絕了兩人的邀請。

### 新衝突

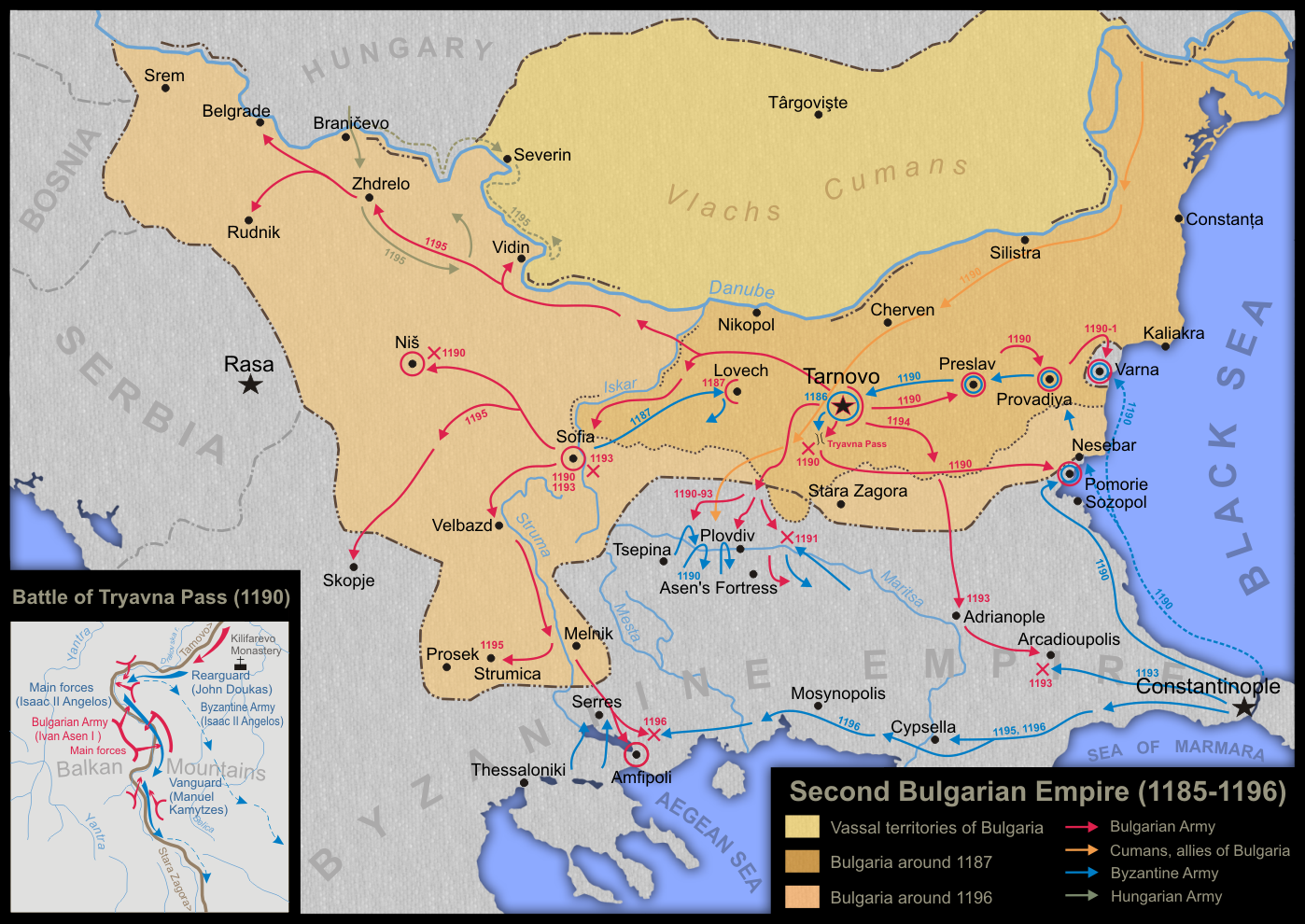
1196年，沙皇伊凡阿森一世和彼得四世治下的保加利亞第二帝國，出自一本保加利亞歷史圖集。 地圖上所示的保加利亞控制了奧爾特尼亞和蒙特尼亞一説並未受歷史學界廣泛認可。

腓特烈一世離開色雷斯後，伊萨克二世能再次嘗試修復失地。1190年七月，他揮軍穿過里什山口（Rish Pass) 並在多瑙河下游出動艦隊阻止庫曼人渡河。然而，叛軍早已加強了防禦並避免正面對抗入侵者。 到了九月，伊萨克二世在知道庫曼人已經渡河後便決定班師回朝。 弗拉赫人和保加利亞人在一個狹窄的山口埋伏並大敗皇帝的軍隊。 伊萨克二世逃跑了，但是他的軍隊大都覆滅了，而勝者獲得了更多皇帝的標誌，例如期金字塔型的皇冠和聖母瑪利亞的聖髑。 
弗拉赫人，保加利亞人和庫曼人恢復了對拜占庭領土的劫掠。 他們洗劫了瓦爾那和波摩萊，摧毀了吹爾迪薩（Triaditsa，今索菲亞的一個區）並得到了里拉的約翰的聖髑。約翰是備受保加利亞人敬奉的一位聖人。 1191年四月，伊萨克二世把庫曼人強盜打到普羅夫迪夫附近。  1192年，他命他的表弟康斯坦丁·杜卡斯·安格洛斯為普羅夫迪夫的指揮官。 康斯坦丁保護了色雷斯免受特奧多爾-彼得和阿森的劫掠，但是其隨後在政變失敗後被弄瞎了。 特奧多爾-彼得和阿森得知康斯坦丁的命運後深感欣喜。霍尼亞提斯記載他們要「讓伊萨克作他們的皇帝，因為他挖掉康斯坦丁的雙眼是為弗拉赫人做了最大的好事。」
至少兩份1193年寫成的悼詞指出伊萨克成功離間特奧多爾-彼得和阿森。 一名演説家提到特奧多爾-彼得已和拜占庭帝國議和；也有人在稱他為「其兄弟的絆腳石」和其家族的敵人的同時，指責阿森為「最固執魯莽的叛匪」。 阿可羅波里提紀錄在十三世紀大普雷斯拉夫，普羅瓦迪亞及週遭地方仍被稱為「彼得的土地」。 瑪吉魯認為資料顯示兩兄弟很可能在1192年分家。 特奧多爾-彼得分到了東北的土地，於是在大普雷斯拉夫建都。 法恩説兩兄弟很快就修補裂痕，因為他們在1193年聯合入侵了色雷斯。

### 末年
1196年秋，阿森在大特爾諾沃被貴族伊凡科殺死。 特奧多爾-彼得很快就動員軍隊並開始圍城。 伊凡科向君士坦丁堡的新拜占庭皇帝阿歷克塞三世發去信使請求支援。 皇帝委派曼努埃爾·卡米澤斯率軍前往大特爾諾沃。但是，由於軍隊害怕在山口遭遇埋伏，繼而譁變，迫使他打道回府。 伊凡科明白到他守不住大特爾諾沃，於是便逃到了君士坦丁堡。 特奧多爾-彼得進佔大特爾諾沃，命令他的弟弟卡洛揚為城主後，便回到了大普雷斯拉夫。
1197年，特奧多爾-彼得不明不白地死了。 霍尼亞提斯的紀錄指他被自己的臣民用劍刺死。 歷史學家伊斯特凡瓦薩里則認為他死於一場暴亂。 保羅史提芬森則認為是他手下的領主因為他與庫曼人做得太近而除掉他。